# Matthias Schollen

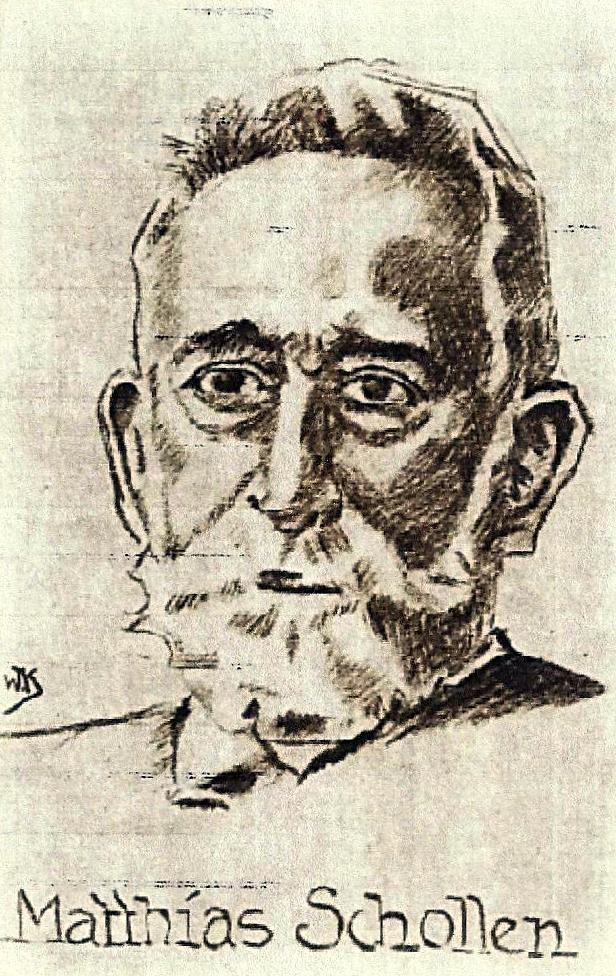

Matthias Schollen (* 18. Mai 1846 in Aachen; † 17. Februar 1915 ebenda) war ein deutscher Kanzleirat und Mundartdichter.

## Leben und Wirken
Der Sohn des Fabrikmeisters Werner Schollen und der Therese Verbeck strebte ursprünglich den Beruf eines Volksschullehrers an, absolvierte aber zunächst seine Militärpflichtzeit im Infanterie-Regiment Nr. 28 und nahm 1866 am Deutsch-Österreichischen Krieg teil. Anschließend entschied er sich für eine Laufbahn als Justizbeamter und begann seine Ausbildung als Justizanwärter beim königlichen Landgericht Aachen. Nach seiner Prüfung als Gerichtsschreiber im Jahr 1873 wurde er am Friedensgericht in Jüchen übernommen, kehrte aber 1876 wieder zum Landgericht Aachen zurück. Dort wurde er 1878 als Sekretär der Staatsanwaltschaft eingesetzt und 1903 zum Kanzleirat befördert. Am 1. Oktober 1909 trat Schollen als Rechnungsrat in den Ruhestand.
Während seiner Dienstzeit veröffentlichte er mehrere Fachbücher über die Polizeiverwaltung und Strafrechtspflege, über Polizeiverordnungen und über Hilfsbeamte der Staatsanwaltschaft. Darüber hinaus war er im Aachener Geschichtsverein auf vielfältige Weise tätig und beschäftigte sich mit der Pflege der Aachener Mundart. Dazu gab er zwei Sammelbände über Aachener Sprichwörter und Redensarten und über Volkstümliches aus Aachen mit Liedern, Gedichten, Bühnenstücken heraus.
Schollen war verheiratet mit Gertrud Lehmkühler (1842–1913), mit der er eine Tochter und den Sohn Franz Schollen bekam, der später Präsident des Oberlandesgerichtes in Düsseldorf sowie Gründer und Vorsitzender des Rheinischen Vereins für Denkmalpflege und Landschaftsschutz wurde. Matthias Schollen fand seine letzte Ruhestätte in der Familiengruft auf dem Aachener Ostfriedhof.

## Schriften (Auswahl)
- Handbuch für die Polizei-Verwaltung und Strafrechtspflege im Regierungsbezirk Aachen unter Zugrundelegung des mit Genehmigung der Königlichen Regierung zu Aachen benutzten amtlichen Materials, Hauptband  Aachen 1879, Supplementheft 1, Aachen 1885, Supplementheft 2, Aachen 1885.
- Die Bezirks-Polizei-Verordnungen für Aachen und Burtscheid und die Lokal-Polizei-Verordnungen für Aachen, Monografie, Aachen 1880.
- Die Verrichtungen der Bürgermeister, Polizei-Commissäre, Amts- und Gemeinde-Vorsteher etc. in ihre Eigenschaft als Hülfsbeamte der Staatsanwaltschaft Auf Grund der Reichs-Justiz-Gesetze, der einschlägigen Preußischen Gesetze, Ministerial-Rescripte e[t]c., Monografie, Aachen 1883.
- Aachener Sprichwörter und Redensarten, in: Zeitschrift des Aachener Geschichtsvereins (ZAachenerGV) 8, 1886, S. 158–208, Neuauflage: La Ruelle’sche Accidenzdruck und Lithographieanstalt, Aachen 1913 online
- Volksthümliches aus Aachen: Volks- und Kinderlieder, Wetter-, Gesundheits- u. Rechts-Regeln, Sprüchwörter etc., in: ZAachenerGV 9, 1887, S. 170–210 und ZAachenerGV 10, 1888, S. 138–197.
- Die St. Sebastianus- und Antonius-Schützenbruderschaft in Geilenkirchen, in: ZAachenerGV 12, 1890, S. 227–314.
- Die alten Kirchenbücher im Regierungsbezirk Aachen, in: ZAachenerGV 13, 1891, S. 191–212.
- Franz Theodor Oppenhoff. Ein Lebensbild. in: ZAachenerGV 22, 1900, S. 1–8.